# Àntim V de Constantinoble
Àntim V de Constantinoble (en grec Ἄνθιμος Ε') va ser patriarca de Constantinoble de l'any 1841 al 1842.
Abans de ser nomenat patriarca va ser metropolità d'Agatòpolis (1815-1821), d'Anquíalos (1821-1831) i de Cízic (1831-1841). Va succeir a Àntim IV, a qui havia deposat el sultà otomà. El seu patriarcat va durar només tretze mesos, ja que va morir l'any 1842.